# Vera Lutter
Vera Lutter (Kaiserslautern, en 1960) es una artista alemana radicada en Nueva York. Trabaja con diversos medios digitales como la fotografía, las proyecciones e instalaciones de video y sonido. A través de una multitud de procesos, la obra de Lutter se centra en la luz y su capacidad para articular el paso del tiempo y el movimiento dentro de una imagen tangible.

## Biografía
Lutter se licenció en la Academia de Bellas Artes de Múnich en 1991 donde se formó como escultora. Más tarde se matriculó en  en la Escuela de Artes Visuales de Nueva York y obtuvo un máster en 1995. En 2001, recibió una beca Guggenheim y otra de la Fundación Pollock-Krasner en 2002.

## Obra
A principios de la década de 1990, inspirada por su traslado a Nueva York, la luz y la arquitectura de la ciudad, Lutter realizó sus primeros experimentos con la fotografía estenopeica. Para captar una huella directa de su entorno  transformó el loft en el que vivía en una cámara oscura. En lugar de utilizar una lente tallada ópticamente, enfocaba a través de la apertura de un agujero negro, proyectando imágenes invertidas del mundo exterior sobre hojas de papel fotográfico del tamaño de una pared. Al exponer las imágenes directamente sobre este papel (en lugar de película) la artista producía impresiones negativas únicas en un esfuerzo por mantener la inmediatez de sus imágenes y un alejamiento de la reproducibilidad asociada con la fotografía convencional.
En sus obras más destacadas, Lutter utiliza una cámara oscura del tamaño de una habitación para capturar sus imágenes de gran formato en blanco y negro. La temática de sus obras varía enormemente: centros urbanos, paisajes industriales, fábricas abandonadas y lugares de tránsito, como astilleros, aeropuertos y estaciones de tren. La casa natal de la artista, en Nueva York, sigue siendo un tema recurrente en su trabajo desde muchos puntos de vista, como Manhattan, el letrero de Pepsi-Cola en Long Island City, Queens, la Zona Cero en el Bajo Manhattan, la antigua fábrica de Nabisco en Beacon, así como un documento de la evolución de un sitio en construcción visto desde la ventana de su estudio. Lutter ha trabajado en diferentes países, captando imágenes en el aeropuerto de Frankfurt, las pirámides de Egipto, la Battersea Power Station en Londres, Venecia y la mina a cielo abierto de Rheinbraun en Hambach, Alemania.
Para avanzar en su proceso, la artista incorpora las imágenes de su cámara oscura en obras de instalación arquitectónica. La primera fue Linger On en 2005, para la cual imprimió una variante semitranslúcida de su fotografía del Zeppelin de Friedrichshafen sobre grandes paneles acrílicos (1999). La obra  de Lutter trata a menudo de paisajes urbanos (Venecia Portfolios, 2007). Más tarde, con Folding Four in One (2009), captó vistas desde una torre de reloj en Brooklyn. Situada en la parte más alta del edificio, el espacio interior de la torre es perfectamente cuadrado y cada uno de sus cuatro lados alberga una gran esfera de reloj; revestido de un vidrio transparente, cada reloj facilita la entrada de luz al tiempo que muestra la constante evolución del tiempo. Con una cámara oscura, Lutter realizó exposiciones de cuatro vistas diferentes de Nueva York en grandes láminas de emulsión de película. Los negativos de gran formato fueron posteriormente colocados entre piezas de acrílico y se instalaron en una formación cuadrada, suspendidos entre el suelo y el techo. Cada imagen representaba una vista cardinal desde la torre, ofreciendo así la experiencia de habitar un tiempo y espacio alternativos. Estos proyectos de instalación no sólo subrayan la monumentalidad del arte de Lutter, sino que también sirven para reiterar el potencial estructural de la propia luz, ya que las obras se convierten literalmente en parte del entorno del espectador.
Además del trabajo realizado con la cámara oscura, Lutter ha creado otros proyectos como Samar Hussein (2009) con el que conmemora las aproximadamente 100.000 muertes de civiles causadas por la guerra liderada por Estados Unidos en Irak, desde la invasión del 20 de marzo de 2003; los nombres de los muertos, en orden cronológico de su muerte, se proyectan en color en una la secuencia de imágenes impresas que reflejan el ciclo vital de la flor de hibisco en distintas etapas de floración y descomposición, en alusión al ciclo de la vida humana. La primera imagen y todo el proyecto lleva el nombre de Samar Hussein, una niña de 13 años, primer civil fallecido cuya identidad quedó registrada. Lutter exploró por primera vez las posibilidades de la fotografía en color con Jai Brooklyn, un proyecto de 2003-2009.